# Simon Hantaï
Pour les articles homonymes, voir Handl et Hantai.
Simon Hantaï, né Simon Handl le 7 décembre 1922 à Bia (aujourd'hui Biatorbágy) en Hongrie et mort le 12 septembre 2008 à Paris 14e, est un peintre français d'origine hongroise.
Son œuvre étonne par les multiples chemins artistiques du XXe siècle parcourus (peinture surréaliste, gestuelle, all-over, d'écriture, par pliage…). Hantaï fascine par les sommets de ses différentes périodes, des peintures résolument singulières, inédites dans l'histoire de la peinture occidentale (cf. Sexe-Prime, Écriture rose, À Galla Placidia, Mariales, Meun, Tabula, Laissée…). Il interroge aussi par le silence, la réserve où il s'est tenu : en 1982, Hantaï, au faîte de la reconnaissance, se retire de la scène artistique pendant de longues années.

## Biographie

### La période hongroise (1922-1948)
Simon Hantaï est le deuxième de trois enfants d'une famille d'origine souabe, de confession catholique et de langue allemande.
Il n'apprend le hongrois qu'à l'école,. Il change de patronyme en 1938, son père ayant préféré utiliser le patronyme Hantaï, à consonance plus hongroise, en réaction à la politique allemande.
Destiné à des études d'ingénieur, Hantaï s'inscrit contre toute attente à l'École des beaux-arts de Budapest. La guerre est pour lui l'occasion de prises de position politiques (soutien des Russes contre les Allemands) et artistiques : ainsi, pour une harangue anti-allemande tenue à l'École des beaux-arts (15 mars 1944), il est arrêté par les Croix fléchées, mais réussit à s'échapper.
Ses œuvres hongroises sont figuratives, porteuses d’influences diverses, principalement celles d'Henri Matisse et des peintres nabis. L'accent n'est guère mis sur les personnages, de peu de volume, mais davantage sur les fonds travaillés où l'on trouve déjà giclées, coulures, brossés à grands traits, etc..

### Les débuts parisiens (1948-1951)

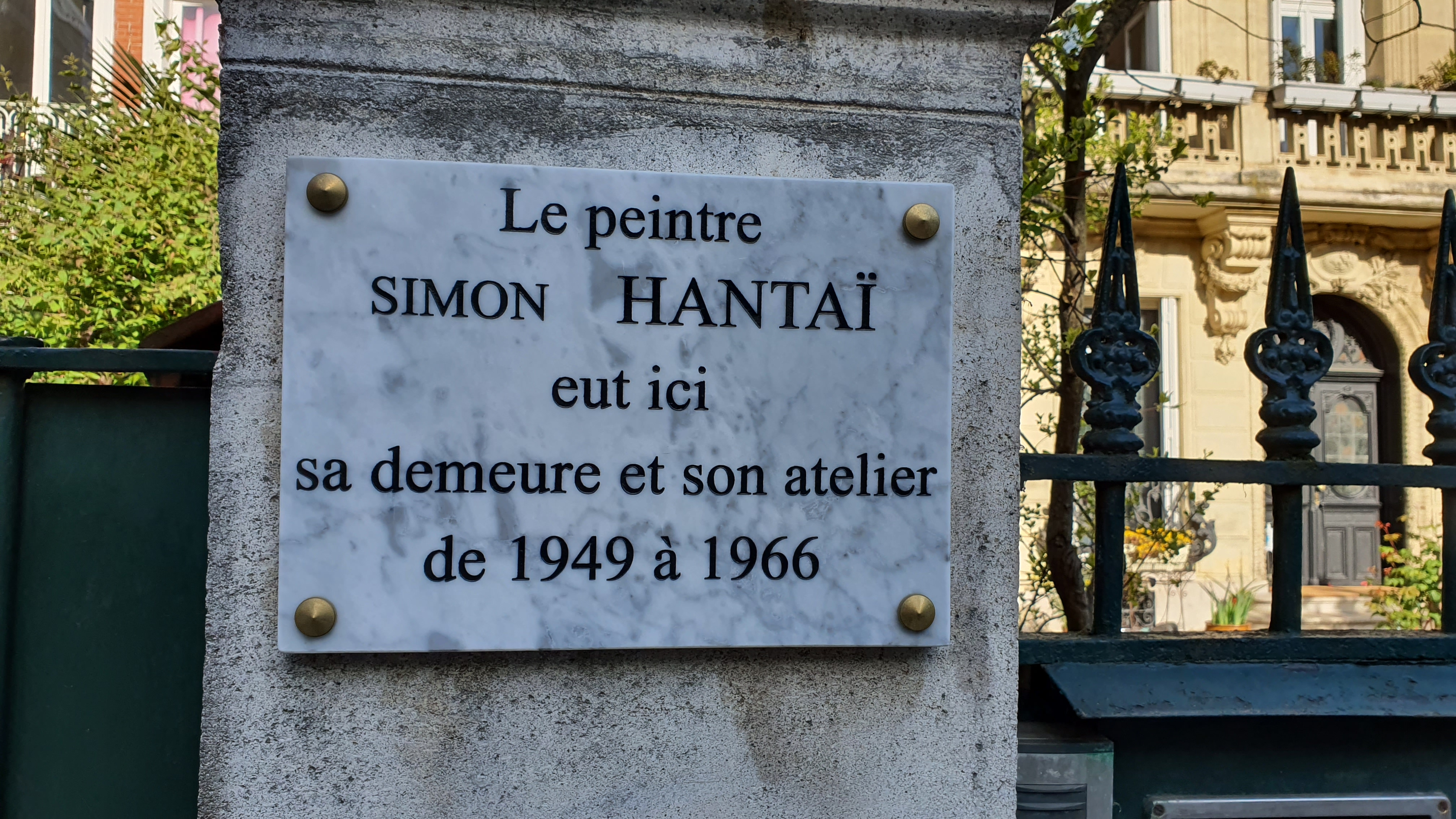
Plaque 21, cité des Fleurs à Paris.

En 1948, avec son épouse Zsuzsa Biro, jeune peintre rencontrée aux Beaux-Arts de Budapest, il projette de séjourner à Paris, grâce à une bourse promise dans leur pays. Dans l'attente d'un visa français qui tarde à leur parvenir, le couple décide de partir pour Rome et parcourt l’Italie, où Hantaï découvre « Piero della Francesca, Masaccio, la Madonna bleu-noir de Giotto aux Offices ». Rejoignant Paris à l'automne, ils apprennent que leur bourse leur est finalement refusée et qu’ils doivent rentrer en Hongrie. Ils prennent la décision de rester en France : installés d'abord dans une chambre d'hôtel dans l'île Saint-Louis, puis rue Servandoni, ils aménagent finalement cité des Fleurs, dans le 17e arrondissement ; une plaque commémorative lui rend depuis hommage.
Hantaï découvre le Louvre, le musée de l'Homme (« Le Musée de l'homme était mon Louvre » était une formule fréquemment utilisée par Hantaï,), parcourt les galeries (notamment La Hune, Nina Dausset, galerie René Drouin), les expositions, et fait de très nombreuses découvertes : notamment les papiers découpés de Matisse exposés pour la première fois en 1949, Max Ernst, Wols, Jean Dubuffet, Picasso, André Masson, etc. Hantaï – selon ses propres dires – expérimente alors en tous sens, sur tout type de support, différentes techniques : « collage, frottage, grattage à l’aide de lames de rasoir, coulures et même pliage » (Hantaï). En 1950, à la suite de sa rencontre avec la peintre Joan Mitchell, il est invité à participer à une exposition collective à la galerie Huit, au milieu de peintres américains (Jules Olitski, Sam Francis…) : c'est sa première exposition parisienne.

### La période surréaliste (1952-1955)
Le jour de ses trente ans, le 7 décembre 1952, Hantaï dépose un petit tableau-objet non signé devant la porte d’André Breton, rue Fontaine. En passant devant la devanture de la galerie À l'étoile scellée peu après, Hantaï découvre que son œuvre y est exposée et se fait connaître à Breton. Celui-ci lui propose sa première exposition personnelle, qui aura lieu en janvier-février 1953. André Breton écrit la préface du catalogue : « C'est Simon Hantaï, à qui font cortège les êtres fabuleux que son souffle a doués de vie et qui se déplacent comme nuls autres, en ces premiers jours de 1953, dans la lumière du jamais vu. » Hantaï illustre le premier numéro de la toute nouvelle revue surréaliste Médium.
Cependant, adoptant une attitude critique envers le groupe surréaliste, il écrit avec Jean Schuster l'essai Une démolition au platane (septembre 1954). Son importance théorique est soulignée par sa publication en janvier 1955 dans le numéro 4 de Médium.
Le texte vise à provoquer une crise salutaire au sein du groupe – il s'agit ni plus ni moins de sauver la peinture surréaliste engluée dans « la persistance de certains procédés » et dans la croyance « que l'image, qui continue d'être le véhicule poétique par excellence, pouvait, par simple transposition, passer du message verbal au message graphique ». Le texte propose de revenir aux fondamentaux surréalistes, à savoir la définition d'une peinture intérieure, libérée de la psychologie rationalisante par l'automatisme psychique. L'œuvre de Marcel Duchamp La Mariée mise à nu par ses célibataires, même est citée comme la voie à suivre. Devant l'absence de réactions et en raison de profonds désaccords sur les objectifs de toute peinture, Hantaï s'éloigne alors peu à peu du groupe. 
Il pense alors que la seule voie possible passe par la dissolution du groupe surréaliste et veut en convaincre Breton. Il rédige alors avec Jean Schuster un texte dans ce sens : « travail long et difficile avec Schuster pour en arriver au texte de la conclusion » (Hantaï). Le document abandonné n’a pas été retrouvé.
La dernière exposition de Hantaï sous l'étiquette surréaliste est Alice in Wonderland (1955), organisée par le critique Charles Estienne. Elle associe peintres surréalistes et peintres d'autres tendances et met particulièrement en avant les œuvres de Hantaï en tant que pont entre l'art surréaliste et les tendances les plus modernes (peinture abstraite, gestuelle, tachisme…). En mars 1955, Hantaï annonce à Breton par lettre sa décision de quitter le groupe ; Breton n'a rien voulu entendre à propos du rapport entre l’action painting de Jackson Pollock et la théorie de l'écriture automatique.
Hantaï entame une série d’actions plus ou moins provocantes destinées, selon lui, à marquer de manière définitive sa rupture avec le groupe : « Il me fallait cette situation impossible, la fuite en avant, indéfendable, compromettante, irrémédiable, outrance obscène, chiffon rouge agité devant les yeux des surréalistes et des autres, après l'ennui et l'effort naïve [sic] et inutile pour changer la vie du groupe » (Hantaï).
Toujours cité des Fleurs, la famille Hantaï s'installe dans l'atelier plus vaste occupé auparavant par Ellsworth Kelly reparti aux États-Unis en 1954.

### La période gestuelle (1955-1957)
Depuis quelque temps, Hantaï peaufine une nouvelle méthode de peindre : il peint d'abord l'ensemble de la surface avec des couleurs vives, puis la recouvre d'une couche grasse foncée allant du brun au noir, qu'il va ensuite travailler dans le frais, la raclant en de grands gestes amples à l'aide de divers ustensiles (rasoir, pièce détachée d'un réveille-matin…), raclures qui prennent la couleur de la couche colorée. Le résultat est tout à la fois un « all-over » à la Pollock, une peinture négative (le trait est obtenu par enlèvement de matière) et une peinture gestuelle puissante, d'autant plus comparable à celle de Georges Mathieu (découvert en 1954) que les formats sont très grands.
L'influence de Pollock et Mathieu se manifeste pleinement lors de sa deuxième exposition particulière Sexe-Prime. Hommage à Jean-Pierre Brisset et autres peintures de Simon Hantaï (11 mai-9 juin 1956) à la Galerie Kléber, chez Jean Fournier, début d'une collaboration qui ne s'achève qu'à la mort de ce dernier en 2006. Hantaï conçoit le carton d'invitation qui contient un long texte-manifeste, significatif sur sa nouvelle orientation (transe, vitesse, abandon de soi, automatisme, références à Georges Bataille…).
Hantaï participe aux côtés de Jean Degottex, Judit Reigl et Claude Viseux à l'exposition Tensions organisée par la galerie René Drouin (juillet-octobre 1956).
En janvier 1957, Simon Hantaï critique de nouveau l'attitude des surréalistes face à l'insurrection de Budapest, notamment la récupération qui en est faite dans le  tract Hongrie, Soleil levant.
Du 7 au 27 mars 1957, Mathieu et Hantaï organisent Les Cérémonies commémoratives de la deuxième condamnation de Siger de Brabant, une suite de quatre manifestations/performances (prenant pour prétexte la condamnation par l'Église de Siger de Brabant, adversaire de Thomas d'Aquin, le 7 mars 1277). Hantaï, qui participe en réalité très peu au projet - se brouillant rapidement et définitivement avec Mathieu, veut poser la question de la religion - l'«ultime tabou» surréaliste selon lui. Le groupe surréaliste réagit effectivement en publiant le tract Coup de semonce (25 mars 1957) : « Le surréalisme ne laissera pas un cléricalisme fasciste se développer sur le plan théorique, à l'abri des divagations de quelques peintres en mal de gigantisme verbal. ».
En mars 1958, Hantaï expose Peintures récentes. Souvenir de l'Avenir. À cette occasion, il rédige son troisième et dernier manifeste les Notes confusionnelles, accélérantes et autres textes pour une avant-garde «réactionnaire» non réductible.

### La période scripturale. Écriture rose (1958-1959)
Cette période, de complète remise en cause – constituée d’une vingtaine de toiles, bon nombre ayant été détruites – s’articule autour de deux œuvres  majeures Peinture 1958-59 dite Écriture Rose et A Galla Placidia.
L’Écriture Rose a été réalisée pendant 365 jours (une année liturgique entière) : chaque matin Hantaï recopiait les textes quotidiens du missel en y ajoutant un ensemble de textes de philosophes et de mystiques principalement. L’œuvre a été réalisée à l’encre de Chine de différentes couleurs (rouge, vert, violet, noir) – selon le temps liturgique, mais elle paraît rose. Cette couleur rose est en quelque sorte une couleur épiphanique, non utilisée par le peintre.
Si le matin était consacré à l’Écriture rose, l’après-midi l’était à A Galla Placidia. Œuvre d’une finesse extrême constituée d’une infinie multitude de petits traits de différentes couleurs, elle offre un « velours » unique, où jouent des nuances subtiles d’ombres et de lumières. Le nom de l’œuvre renvoie aux jeux de couleurs propres aux mosaïques du mausolée de Galla Placidia, à Ravenne. « C'est ma peinture, je l'ai beaucoup regardée. Elle m'échappe et m'impressionne ». (Hantaï)
Ces deux œuvres marquent un tournant important dans l’œuvre de Hantaï :
- l'aspect religieux est manifeste (Écriture rose se voulait un hommage au père jésuite Gaston Fessard, A Galla Placidia fait clairement référence aux premières mosaïques chrétiennes)
- elles sont complètement abstraites : aucun motif, même le fond et la forme encore nettement séparés lors de périodes des raclages ne forment plus qu’un tout unique.
- le format est immense : le regard de près et de loin sont très différents (posant la question de ce que l’on voit)
- la réalisation en est répétitive, fastidieuse, contraignante : on a parlé d'exercices spirituels (Ignace de Loyola)[B 6], de rituel, tout au moins peut-on parler d'épreuves de volonté
- elles s’appuient sur des techniques anciennes, se confrontant donc résolument à la tradition picturale
- les traits n’ont clairement plus la subjectivité qu’ils pouvaient avoir dans toute la « peinture gestuelle » des périodes précédentes, la peinture de Hantaï s’éloigne encore un peu plus de l’ « expression de soi »
- leur réalisation consiste en des gestes courts, cassés, fragmentés, humbles – complètement à l’inverse des gestes explosifs, tonitruants des œuvres antérieures
- elles créent toutes deux une épiphanie - surtout si l’on prend du recul - celle d'une couleur révélée (rose) ou d’éclats tamisés d’ombres et lumières. L'aspect est au-delà de ce qui est posé sur la toile.

On a cependant pu mesurer leur importance que tardivement : Hantaï n’a présenté Écriture rose qu’en 1976 et A Galla Placidia qu'en 1998 lors de sa donation (soit près de 40 ans après sa réalisation!).
Cette période ne se résout pas seulement à ces deux œuvres. Hantaï a essayé simultanément de multiples voies :
- Peinture dite Touches claires, 1958-59, huile sur toile, 302,5 × 201 cm, Paris, Centre Pompidou, don de l'artiste 1984, Inv. AM 1984-781[B 7],[P 3].
- Peinture, 1958-59, huile et feuille d'or sur toile, 239 × 330 cm, Paris, coll. part[W 9],[P 4], qui constitue une sorte d'immense monochrome or : elle est constituée de fines plaques d’or posées sur un fond rouge – reprenant ainsi la technique gothique des panneaux dorés. Cette œuvre exposée pour la première fois en 1999 [sic][6] est « considérée par l'artiste comme formant triptyque avec Écriture Rose et A Galla Placidia »[P 5].
- Peinture, 1958-59, huile sur toile, 175 × 275 cm, coll. part[W 10],[P 6], une autre expérience d'écriture, qui vue de loin donne à voir un ciel d'encre.
- Peinture, 1958-59, huile et encre sur toile, 200 × 137 cm, coll. part[W 11],[P 7], autre œuvre d'écriture.
- Peinture, 1959, huile sur toile, 177,5 × 295,5 cm, coll. part[Be 1], est un monochrome de fines couches rouge-orange recouvrant un fond gris-bleu, que l'on perçoit par transparence.

L'ensemble de ces questionnements allait cependant trouver fin 1959 un aboutissement dans la technique du pliage.

### Le pliage comme méthode[7](1959-1982)
Bien qu’utilisé dans plusieurs œuvres antérieures comme un procédé parmi d’autres, le pliage va être systématisé par Hantaï à partir de 1960 : la toile pliée, froissée, est peinte, puis dépliée. La couleur, qui s'est déposée de façon discontinue, apparaît en éclats répartis à travers l'espace de la toile et fait jouer sur le même plan les réserves.

« La peinture existe parce que j’ai besoin de peindre. Mais cela ne peut suffire. Il y a une interrogation sur le geste qui s’impose. Le problème était : comment vaincre le privilège du talent, de l’art, etc. ? Comment banaliser l’exceptionnel ? Comment devenir exceptionnellement banal ? Le pliage était une manière de résoudre ce problème. Le pliage ne procédait de rien. Il fallait simplement se mettre dans l’état de ceux qui n’ont encore rien vu, se mettre dans la toile. On pouvait remplir la toile pliée sans savoir où était le bord. On ne sait plus alors où cela s’arrête. On pouvait même aller plus loin et peindre les yeux fermés. »

— Hantaï
À partir de 1960, il décline ses abstractions par séries, tantôt très blanches, tantôt plus colorées, brutes ou fines, flottantes ou géométriques qu'il poursuit jusqu'en 1974.
Les premières séries s'intitulent : 
- Le Mur, dits : Les Manteaux de la Vierge ou Mariales (1960-62) : « Une fois la toile pliée (ou plus exactement, froissée de bord en bord), les parties visibles sont peintes avant d’être dépliées puis tendues, créant, avec les zones laissées en réserve, un espace totalement couvrant. Ces toiles sont repérées par une lettre qui correspond à la méthode utilisée (A pour les toiles régulièrement pliées, B pour les monochromes, C pour celles deux fois pliées, D pour les toiles préalablement éclaboussées de peintures) et suivies d’un numéro d’ordre » (Hantaï[D 1]). L'ensemble de la série comporte 27 peintures : 8 m.a. (1960) très colorées, 6 m.b. plus monochromes (1960-61), 9 m.c (1962) et 4 m.d. (1962).

- La Porte, dits : Les Catamurons (1963-64) : Dans cette série, « la toile pliée est peinte, puis recouverte d’une couche de peinture blanche ; ensuite les quatre bords de la toile sont repliés, et le carré restant est froissé et de nouveau peint plusieurs fois. Parfois, les quatre côtés sont repliés sans être peints ni préparés » (Hantaï[D 1]).

- Maman! Maman! dits : La saucisse ultérieurement dénommées Les Panses (1964-65) : cette série « reflète la nécessité d’un retour à l’embryonnaire, au cellulaire, à la saucisse cosmique d’Henri Michaux[8] et un refus de solution formelles préconçues. La toile est nouée aux quatre angles, en un sac informe, avant d’être peinte et pliée plusieurs fois, puis tendue. Les formes ainsi obtenues flottent dans un espace non peint. » (Hantaï[D 1]).

En 1966, Hantaï prend la nationalité française. La famille s’installe à Meun, en forêt de Fontainebleau. Hantaï arrête de peindre une année entière.
Meun devient le lieu éponyme de la nouvelle série, les Meuns (1967-68) : « la toile nouée aux quatre angles, et parfois en son centre, est recouverte d’une peinture monochrome. Le blanc, déjà important sur la périphérie, pénètre désormais la forme » (Hantaï). En fait, tous les Meuns ne sont pas monochromes comme on l'a longtemps cru jusqu'à l'exposition de 1999 à Münster. Le blanc, non-peint apparaît ici pour la première fois de manière évidente et le contraste avec les toiles sombres, all-over de la période gestuelle est énorme. Dans un premier temps, d'ailleurs, Hantaï n'appréciait pas ce blanc : « Cela ne correspondait à rien ». Du coup, suivait un autre pliage pour diminuer les surfaces blanches et l'obtention de Meuns polychromes. Mais Hantaï découvre que les monochromes, sous certaines conditions d’éclairage, font clairement apparaître une couleur phénoménale (mais d'un autre type que celle d’Écriture rose) : par exemple d'un Meun monochrome jaune émane une lumière rosée, soit une couleur non liée directement à un pigment de la toile mais à un « effet sensoriel et imprévu ». Une autre conséquence est de rendre la toile beaucoup plus « dynamique ». Quant au blanc qui rend possible cette apparition, il prend une place de plus en plus importante dans l’œuvre de Hantaï. Enfin, autre raison du succès de cette série, pour la première fois des œuvres semblent à même de dialoguer avec les œuvres de Matisse, avec ses découpes, ses Nu bleu surtout. 
Il participe en 1967 à l’exposition « Dix ans d’art vivant (1955 – 1965)» à la Fondation Maeght à Saint-Paul-de-Vence, dont il est le premier lauréat.
Au même moment, une rétrospective portant sur l'ensemble des pliages Peintures 1960-67 (du 22 juin au 31 juillet 1967 à la Galerie Jean Fournier) permet à Hantaï d'exprimer une théorisation de son utilisation du pliage - vécue jusque-là de manière principalement empirique, qui radicalise des expressions comme « le pliage comme méthode », « silences rétiniens » ou encore « peinture à l'aveugle ». 
Du 21 décembre 1968 au 16 mars 1969, la Fondation Maeght organise une importante exposition personnelle.
L'exposition de 1969 « Pour Pierre Reverdy » à la galerie Jean Fournier présente les premières œuvres de la nouvelle série des Études (1969-71): « la toile froissée, régulièrement pliée, reçoit une peinture monochrome (rouge, bleue, verte, violette, noire). Après dépliage, les zones en réserve apparaissent et entrent en interaction avec les zones peintes sur l’ensemble de la toile » (Hantaï). On a pour la première fois une équivalence voulue du peint et du non-peint - « Le peint n'est plus là pour lui-même, mais active le non-peint exclusivement. Le non-rapport est le rapport » (Hantaï), distribués par les variations méthodiques d'un motif monochrome répété de bord à bord (retour au 'all-over'). D'autre part, la couleur est uniforme, sans qualité et constitue un nouvel effacement de la main (a contrario des « Meun »). Cet effacement trouve son accomplissement dans la réalisation des Études en sérigraphies puisque les traces de plis dans les parties blanches comme dans les parties colorées disparaissent complètement.
Les deux séries suivantes s'intitulent Aquarelles (1971) et Blancs (1972–74) : « le pliage est conçu de telle sorte que les zones colorées restreintes activent le blanc et en révèlent la multiplicité des valeurs. Ce sont les éclats colorés qui tiennent le rôle habituellement dévolu aux parties non peintes » (Hantaï).
Puis suivent les premières Tabulas (1972–76), du mot latin signifiant « table » ou « planche » qui évoque aussi le tablier de sa mère. « Des nœuds placés à intervalles réguliers produisent, une fois la toile recouverte de peinture monochrome puis dépliée, un grand nombre de petits carrés ou rectangles. L’effet de quadrillage obtenu, contrebalancé par l’éclatement et la pénétration du blanc dans la couleur aux entrecroisements, souligne l’interaction entre fond, couleur et forme » (Hantaï).
En 1973, le Musée d'art et d'industrie de Saint-Étienne expose une grande rétrospective de ses œuvres. Hantaï achève une première commande publique : un mur de 3 × 14 m pour un collège de Trappes (aujourd'hui Collège Youri Gagarine).
En 1976, du 26 mai au 13 septembre, c'est la consécration de l'importante rétrospective « Hantaï » au Musée national d’art moderne de Paris.
À partir de mai 1976, Hantaï cesse de peindre pendant 3 ans et demi. Peintre célébré, il traverse une crise et s’interroge sur la place de l’art dans la société et sur son propre rôle face à l’économie triomphante du marché de l'art.

« Tout me paraît dans la vie culturelle le fonctionnement de Beaubourg si décourageant, ignominieux même, pire qu’au moment de ma venue en France, mais cette fois-ci je ne vois pas d’où pourrait venir une air [sic] respirable. L’esprit de compromis, de non-courage, absence d’idées directives, sinon l’idée d’un marché aux puces généralisé et d’amusement. Cette fois tout le monde est DEDANS, et travaille pour le même rendement production d’une culture de racaille. Puisque tout [est] valable et ne tire pas à conséquence, tout est rien. [...] Comment sortir de ce merdier ? »

— Hantaï
Du 21 octobre à la mi novembre 1977 a lieu une nouvelle exposition personnelle à la Galerie Jean Fournier Peintures et ensembles variables 1976-1977.
Août 1979 : La famille Hantaï s'installe à Paris, près du parc Montsouris, Meun restant leur maison de campagne. 
En 1980, Hantaï aborde une nouvelle série de Tabulas dite Tabulas II (1980-82) : les modules tabulaires sont plus grands et interagissent davantage avec le blanc du fond, provoquant notamment de larges « étoilements » aux intersections. Il reçoit le Grand Prix national des Arts plastiques.
L'exposition « Simon Hantaï 1960-1976 » au CAPC/Entrepôt Lainé à Bordeaux (1981) est l'occasion de présenter des toiles immenses, jusqu'à 9 mètres sur 15.
1982 : Hantaï expose à Osaka, à New York (André Emmerich Gallery).
Du 13 juin au 12 septembre 1982, invité par Dominique Bozo et Alfred Pacquement, il représente la France à la Biennale de Venise, avec 18 vastes Tabulas réalisées entre 1974 et 1981. Mais pour Hantaï, cet événement est davantage ressenti comme un échec : son projet initial d'« investir la totalité des murs pour inonder et saisir le visiteur dans un espace de peinture, nous y inclure absolument comme l'artiste dans son atelier » (Dominique Bozo) ne peut se réaliser ; de plus certaines Tabulas ne sont pas montées sur châssis - exigence que Hantaï a répétée inlassablement tout au long de sa vie; enfin les Tabulas doivent laisser l'espace central aux œuvres de Toni Grand, ce qui « sans doute [...] rétrospectivement [était] une erreur » (A. Pacquement).
Toujours en 1982, a lieu l'importante exposition Tabulas Lilas (Galerie Fournier) : 5 tabulas agrafées aux murs et deux autres au sol constituent un «accomplissement extrême» : de grandes tabulas blanches qui, sous la lumière, à la lisière de la peinture blanche et du support de lin blanc, laissent apparaître une couleur phénoménale de tonalité lilas, référence à Goethe et à Matisse.
Alors au sommet de la reconnaissance, Hantaï annonce  renoncer à toute activité publique et se retire. Comme il l’expliquera par la suite, « c’est son enrôlement par l’économie que j’ai quitté et par-dessus tout sa fonction de bouche-trou » (Hantaï ).

### Le retrait (1982-2008)
Pendant quinze ans, le retrait de Hantaï est complet : il refuse toute proposition d'exposition (notamment celle de Dominique Bozo au Centre Pompidou en 1986, d'Alfred Pacquement en 2000…), ne s'exprime plus publiquement. Les expositions réalisées pendant cette période (jusqu’en 1997) le seront en dépit de sa volonté et sans sa participation. Il peint encore jusqu’en 1985, et son atelier parisien s’emplit d’une multitude de peintures qui ne seront jamais montrées.
Les interlocuteurs de Hantaï sont alors des philosophes (parmi lesquels  Hélène Cixous, Gilles Deleuze, Jacques Derrida, Georges Didi-Huberman, Jean-Luc Nancy…) avec lesquels il échange et participe à la rédaction d’ouvrages. Puis Hantaï entreprend un travail réflexif, principalement sur ses œuvres de grands formats des années 1981-82 : il enterre certaines de ses œuvres dans son jardin (il les exhume 10-15 ans plus tard), en détruit d'autres, ou encore les découpe (cf. les Laissée ci-dessous, travail entrepris dès 1989). Le peintre Antonio Semeraro, qui l’accompagne désormais dans ses travaux, photographie quelques-unes de ces séances,.
Hantaï détruit un grand nombre de tableaux d’époques diverses, autant afin d’opérer un tri que pour protester contre la marchandisation de son travail. « Grand nettoyage entrepris, au début de 90, à la machette. Si libre des critères des institutions et du marché, libre aussi envers mon travail. Peut rester ou ne pas rester, sans critère prévus. » (Hantaï).
En 1996-97, approché par Georges Didi-Huberman, Hantaï réalise pour lui 3 sérigraphies destinées à l'exposition L'Empreinte au centre Pompidou, prélude au retour public des expositions de 1998-1999.
Novembre 1997 : Simon Hantaï effectue une importante donation à la Ville de Paris. Elle consiste en 16 œuvres, datées de 1958 à 1991, « cinq grandes toiles, puis dix autres de petit format » et une sculpture. Les cinq grandes œuvres sont : A Galla Placidia (1958-59), …dell'Orto, mariale m.d.2 (1962), A Enguerrand Quarton. Meun (1968-73), ...del Parto, Tabula (1975), Aux Tabulas Lilas. Tabula (1980). L'artiste qualifie ces œuvres de « peintures d'incertitudes », « témoins de l'acharnement sur l'obstacle », et fournit surtout pour chacune d'elles une note spécifique, réunies sous le titre Don de tableaux. Cette donation est ensuite présentée en 1998 au Musée d'art moderne de la Ville de Paris. 
Du 7 mars au 21 juin 1998, après de longues tergiversations, et avec l’exigence que le livre de Georges Didi-Huberman (L'étoilement - conversation avec Hantaï), fruit de leurs nombreux échanges, paraisse à l’occasion d’une exposition de ses travaux récents, Hantaï accepte d'exposer à Renn Espace (rue de Lille, à Paris) 22 œuvres de sa propre collection retraçant son parcours de 1962 à 1997. On y découvre, surtout, exposées pour la première fois, dix peintures (cat.12 à 21) et une sérigraphie (cat.22), intitulées Laissée (1981-1997) : ce sont en fait les Tabulas exposées à Bordeaux mais découpées, voire pour certaines « complétées » par des toiles vierges et retendues sur châssis. L’importance, la part, l’espace de la toile laissé vierge est donc beaucoup plus important sur le nouveau format. De même les blancs laissés par les plis faits à l’échelle initiale sont eux aussi beaucoup plus larges que s’ils avaient été réalisés à l’échelle de la toile finale . Dans cette ultime série, Hantaï semble parachever son propre retrait de peintre dans ses œuvres mêmes.
Enfin, l’ultime exposition de grande ampleur réalisée du vivant de Hantaï a lieu du 8 mai au 8 août 1999 dans un musée qu’il a choisi après sa rencontre avec son conservateur, Erich Franz. C’est au Westfäliches Landesmuseum für Kunst und Kulturgeschichte de Münster qu’est organisée cette rétrospective importante de ses œuvres (de 1960 à 1995). On y découvre le monochrome doré de 1959 ainsi que des Meuns non monochromes.
À l’occasion de l’exposition collective intitulée «Les Fables du Lieu» (février-avril 2001) au Fresnoy à Tourcoing, dont Georges Didi-Huberman est le commissaire, Simon Hantaï fait réaliser, à partir d'une Tabula Lilas de 1982, « salie par vingt ans de poussière et de tabac », des impressions numériques sur toile dites Suaire (2001). Le texte d'Alain Fleischer décrit le contexte et le déroulement de ces réalisations : la photographie de la tabula est scannée, traitée informatiquement afin d’obtenir « sa projection grise, la tache de ce qui en elle n’est que de l’eau ou de l'huile, incolore sous le pigment » en 4 versions. Ces quatre versions sont enfin projetées par un traceur jet d’encre (assez proche des acryliques utilisées par Hantaï) sur quatre toiles au format identique à la Tabula d'origine (301 × 490 cm). L'exposition confronte ces œuvres, à non seulement la Tabula originale mais aussi trois peintures déterrées du jardin du peintre, dépliées, défroissées et retendues sur châssis. 
Des œuvres de Hantaï sont exposées la même année au Centre Pompidou (dans une exposition confrontant Hantaï et Parmentier), ainsi qu'au Wexner Center for the Arts - exposition « As Painting : Division and Displacement » (The Ohio State University, Columbus, Ohio). 
2003 : Hantaï fait une nouvelle donation importante, cette fois-ci au Centre Pompidou (5 peintures de grandes dimensions, 12 peintures de plus petit format, de 1950 à 1986), comprenant 2 Mariales, le premier Catamurons, 1 Tabula  et 2 Laissées.     
En 2005, la galerie Jean Fournier confronte les œuvres de Hantaï et Rouan. La participation de Hantaï consiste en deux œuvres de 1964 (Peinture, et M.m.3) et surtout en des petits « Suaire » dénommés Hebel (2004), Hbl ou Hobol. Sur l'exemplaire du catalogue envoyé à Jean-Luc Nancy, Hantaï avait écrit : « la seule chose de moi est le titre : Hobol, Hebel ou Habel [...] - buée » - « hbl », mot hébreu, rendu habituellement par « vanité » (« L'Ecclésiaste ») et qu'André Chouraqui traduit par « fumée » , et au dos d'une photo du mur de l'atelier de Meun : « Dans mes rêves, continuellement, depuis très longtemps, elles [ses peintures] disparaissent tout d'un coup, partout, dans des collections, dans des livres, sans trace, sinon une légère différences de moindre salissure des places qu'elles ont protégées. Hebhel ».
En 2007, l'exposition «La couleur toujours recommencée. Hommage à Jean Fournier, marchand à Paris (1922 – 2006)» au Musée Fabre de Montpellier comporte de nombreuses œuvres de Hantaï. 
Simon Hantaï s'éteint à Paris le 12 septembre 2008 à 85 ans.
Simon et Zsuzsa Hantaï ont eu cinq enfants : Daniel (médecin chercheur), Marc (flûtiste), Jérôme (gambiste), Pierre (claveciniste) et Anna (documentaliste).
Il est inhumé dans la division 6 du cimetière du Montparnasse.

## Œuvres
- Les Fiancés, 1947, huile sur toile, 106 × 87,5 cm, Budapest, Magyar Nemzéti Galéria[P 16].
- Au Balcon, 1947, huile sur toile, 105 × 200 cm, Pécs, Janus Pannonius Museum[P 16].
- Peinture dite « les Baigneuses » 1949, , 110 × 167 cm, Paris, collection particulière[W 14],[P 17].
- Peinture 1950-1951, huile sur toile, 85 × 76 cm, MNAM[B 8]
- Le Revenant, 1952, huile sur toile[23].
- Regarde dans mes yeux. Je te cherche. Ne me chasse pas, 1952, Peinture à la cire et éléments de squelette sur papier monté sur carton, 39,5 × 24 cm, Paris, Musée national d'art moderne - centre Pompidou, inv. AM 2003-270[P 18].
- La Jeune mouche D s'envole, 1953, 96 × 91 cm, Coll. part[P 19].
- Le Narcisse collectif, 1953, 87,5 × 59 × 16cm, Coll. part[W 15],[P 20].
- Femelle-Miroir I, 1953, huile sur toile, 165 × 174,5 cm, Galerie Jean Fournier[P 21].
- Femelle-Miroir II, 1953, huile sur toile, miroir, ossements, 142,5 × 173,7 × 22,5 cm, Paris, Musée national d'art moderne - Centre Pompidou, don de Maurice Gorelli 1990, inv. AM 1990-199[B 9],[P 22].
- Peinture, 1954, huile sur toile, 107 × 142,5 cm, Galerie Jean Fournier[P 23].
- Sexe-Prime. Hommage à Jean-Pierre Brisset, 1955, huile sur toile, 240 × 530 cm, Paris, Musée national d'art moderne - Centre Pompidou, achat 1968, inv. AM 1976-972[B 10],[W 16],[P 24].
- Peinture, 1957, huile sur toile, 138 × 177,7 cm, Paris, Musée national d'art moderne - Centre Pompidou[B 11].
- Peinture, 1957, huile sur toile, 241 × 426 cm, Paris, Musée national d'art moderne - Centre Pompidou[B 12]
- Peinture, 1958, huile sur toile, 94 × 91 cm, Paris, Musée national d'art moderne - Centre Pompidou[B 11].
- Peinture, 1958, huile sur toile, 208,5 × 197 cm, Paris, Musée national d'art moderne - Centre Pompidou[B 13].
- Souvenir de l'Avenir, 1958, huile et poussières sur toile, 136 × 179 cm, Paris, Musée national d'art moderne - Centre Pompidou, inv. AM 1994-62[B 14],[W 17],[P 25].
- Peinture (Écriture rose), 1958-1959, encres noire, violette, rouge, verte, feuilles d'or sur toile de lin fine, deux morceaux cousus, 329,5 × 424,5 cm, Paris, Musée national d'art moderne - Centre Pompidou, don de l'artiste 1984, inv. AM 1984-783[B 15],[P 26].
- A Galla Placidia, 1958-1959, 326 × 400 cm, Paris, Musée d'Art Moderne de la ville de Paris, don de l'artiste 1997[W 18],[D 8],[P 27].
- Mariale m.a.1, 1960, 227,3 × 210,8 cm, Coll. Part[P 28].
- Mariale m.a.3, 1960, 293,5 × 209,5 cm, Paris, Musée national d'art moderne - Centre Pompidou, don M. Marcel Nahmias 1982, inv. AM 1982-361[B 16],[P 29].
- Mariale m.b.6, 1961, 214 × 202 cm, Paris, Musée national d'art moderne - Centre Pompidou, don de l'artiste 2003, inv. AM 2003-96[P 30].
- Mariale m.c.3, 1962, 223 × 213 cm, Paris, Musée national d'art moderne - Centre Pompidou[P 31].
- Mariale m.d.1, 1962, 238 × 212 cm, Paris, Musée national d'art moderne - Centre Pompidou[P 32].
- …dell'Orto, Mariale m.d.2, 1962, huile sur toile pliée, 267,5 × 209 cm, Musée d'Art Moderne de la ville de Paris, don de l'artiste 1997[D 9].
- MM 2, 1964, huile sur toile, 265,5 × 220 cm, Grenoble, Musée de Grenoble, achat 1965[P 33].
- MM 17, 1964, huile sur toile pliée, 223,4 × 172,3 cm, Paris, Musée national d'art moderne - Centre Pompidou, don M. Marcel Nahmias 1982, inv. AM 1982-362[B 17].
- Meun, 1967, huile sur toile, 244 × 206 cm, Nîmes, Carré d'art - Musée d'art contemporain[P 34].
- Meun incertain, 1967, huile et acrylique sur toile, 46 × 37,7 cm, Musée d'Art Moderne de la ville de Paris, don de l'artiste 1997[D 10].
- Meun, 1968, huile sur toile, 200 × 178 cm, Coll. Part[P 35].
- Meun, 1968, huile sur toile, 210 × 186 cm, Coll. Part[P 8].
- Meun, 1968, huile sur toile, 228 × 204 cm, Coll. Part[P 36].
- A Enguerrand Quarton. Meun, 1968-1973, acrylique sur toile, 259 × 197 cm, Musée d'Art Moderne de la ville de Paris, don de l'artiste 1997[D 11].
- Étude - Hommage à Pierre Reverdy, 1969, acrylique sur toile, 251 × 212 cm, Toulon, Musée d'art.
- Blanc, 1973, peinture polymère synthétique sur toile, 305,3 × 466,5 cm, New-York, The Museum of Modern art[P 37].
- Tabula, 1974, huile sur acrylique sur toile, 300 × 574 cm, Paris, Musée national d'art moderne - Centre Pompidou[B 18],[P 38].
- ...del Parto, tabula, 1975, acrylique sur toile pliée, 255 × 320 cm, Musée d'Art Moderne de la ville de Paris, don de l'artiste 1997[D 12],[P 39].
- Tabula, 1980, acrylique sur toile, 285,6 × 454,5 cm, Paris, Musée national d'art moderne - Centre Pompidou, achat 1982, inv. AM 1982-51[B 19],[P 40].
- Tabula, 1980, acrylique sur toile, 233 × 370 cm, Paris, Musée national d'art moderne - Centre Pompidou[P 41].
- Tabula, 1981, acrylique sur toile, 264,5 × 448 cm, Paris, Musée national d'art moderne - Centre Pompidou[B 20].
- Tabula lilas, 1982, acrylique sur toile, 290 × 470 cm, coll. part[P 42].
- Laissée 1981-1991, acrylique sur toile, 41 × 33 cm, Musée d'Art Moderne de la ville de Paris, don de l'artiste 1997[D 13].
- Laissée 1981-1995, acrylique sur toile, 360 × 234 cm, coll. part[W 19].
- Laissée 1981-1995, acrylique sur toile, 309 × 230 cm, Paris, Musée national d'art moderne - Centre Pompidou, don de l'artiste 2003, inv. AM 2003-105[P 43].

## Expositions personnelles
1953
- janvier : « Simon Hantaï », galerie A l’étoile scellée, Paris

1956
- du 11 mai au 9 juin : « Sexe-Prime. Hommage à Jean-Pierre Brisset et autres peintures de Simon Hantaï. », galerie Kléber, Paris

1957
- du 7 au 27 mars : « Les Cérémonies commémoratives de la deuxième condamnation de Siger de Brabant », galerie Kléber, Paris

1958
- du 3 au 30 mars : « Peintures récentes. Souvenir de l'Avenir », galerie Kléber, Paris

1959
- du 10 au 30 mars : « Simon Hantaï : peintures 1949-1959 », galerie Kléber, Paris

1961
- mars : « Simon Hantaï : Peintures sur papier antérieures à 1955 et petits formats », galerie Kléber, Paris

1962
- mai - juin, « Simon Hantaï : Peinture Mariales », galerie Kléber, Paris

1967
- juin : « Simon Hantaï : peintures 1960-1967 », galerie Jean Fournier & Cie, Paris

1968
- du 15 au 30 juin : « Simon Hantaï : peintures récentes », galerie Jean Fournier & Cie, Paris
- du 21 décembre au 16 mars : « Hantaï », Fondation Maeght, Saint-Paul de Vence

1969
- du 19 juin au 26 juillet : « Simon Hantaï : Pour Pierre Reverdy. Études », galerie Jean Fournier & Cie, Paris
- octobre : « Présentations des Études », Musée des arts décoratifs, Paris

1970
- avril : « Études pour un mur », ARC, Musée d’art moderne de la Ville de Paris, Paris
- octobre-novembre : « Hantaï : Paintings, 1960-70 », Pierre Matisse Gallery, New York

1971
- 22 juin-juillet : « Simon Hantaï. Le Pliage comme méthode : regards sur 10 années », galerie Jean Fournier, Paris

1972
- du 14 avril au 13 mai 1972 : « Aquarelles », galerie Jean Fournier, Paris

1973
- novembre-décembre : « Hantaï », Musée d’art et d’industrie, Saint-Étienne

1974
- du 22 février au 9 mars : « Blancs I, principalement cinq toiles de l’été 1973 », galerie Jean Fournier, Paris
- du 13 mars au 6 avril : « Blancs II, travaux postérieurs à ces toiles », galerie Jean Fournier, Paris

1975
- du 12 juin au 12 juillet : « Hantaï 1974 », galerie Jean Fournier, Paris
- octobre : « Aquarelles », galerie Vega, Liège
- octobre-novembre : « Paintings and Watercolors 1971-1975», Pierre Matisse Gallery, New York
- octobre : « Aquarelles », galerie du Fleuve, Bordeaux

1976
- du 26 mai au 13 septembre : « Hantaï, Rétrospective », Musée national d’art moderne - Centre Georges-Pompidou, Paris
- du 20 juin au 16 juillet : « Aquarelles », galerie Mailliard, Saint-Paul de Vence

1977
- 21 octobre – mi-novembre : « Peintures et ensembles variables 1976-1977 », galerie Jean Fournier, Paris

1978
- du 1er avril au 15 mai 1978 : « Hantaï : Tabulas », Louisiana Museum, Humlebaek (Danemark)

1979
- 4 juin au 14 juillet : « Peintures », galerie Ziegler, Zurich

1980
- du 14 octobre au 15 novembre : « Tabulas, Suite récente », galerie Jean Fournier, Paris

1981
- mai-juin : « Peintures 1980-1981 », abbaye de Sénanque, Sénanque
- du 15 mai au 29 août : « Simon Hantaï, 1960-1976 », entrepôt Lainé, CAPC, Bordeaux

1982
- du 8 au 27 février : « Simon Hantaï, Peintures 1960-1980 », Kasahara Gallery, Osaka
- du 6 au 27 février : « Simon Hantaï “Tabulas” 1980-1981 », André Emmerich Gallery, New-York
- du 13 juin au 12 septembre « Simon Hantaï », Venise, 40e Biennale de Venise, pavillon français
- du 17 juin au 17 juillet : « Tabulas lilas » (sous-titrée « le Deuil de Venise »), galerie Jean Fournier, Paris

1983
- du 5 février au 19 mars : « Hantaï » Marseille, Arca

1984
- du 9 février au 22 avril : « Simon Hantaï », Cluses, centre d’art de Flaine
- du 28 novembre au 27 janvier 1985 : « Hantaï : Falten als Methode », galerie Marika Marghescu, Hanovre

1985
- du 11 août au 29 septembre : « Simon Hantaï », Institut français d’Écosse, Édimbourg
- du 1er au 17 octobre : « Simon Hantaï », Délégation culturelle Royal Northern College of Music, Manchester
- du 21 octobre au 15 novembre : « Simon Hantaï », Institut français du Royaume-Uni, Londres

1988
- « Présentation d’œuvres de Hantaï », galerie Jean Fournier, Paris

1992
- du 28 octobre au 12 décembre : « Simon Hantaï », galerie Katia-Granoff, Paris

1994
- du 16 avril au 13 juin 1994 : « Simon Hantaï et la collection Robert Nahmias », musée Matisse, Nice
- octobre : « Simon Hantaï », galerie Katia-Granoff, FIAC, Paris

1997
- « Donation Simon Hantaï », Musée d’art moderne de la Ville de Paris

1998
- du 7 mars au 21 juin : « Laissées » et autres peintures, Renn Espace, Paris
- du 21 juin au 27 septembre : « Hantaï, collections du centre Georges-Pompidou, Musée national d’art moderne et autres collections publiques françaises », Musée d’art moderne, Céret

1999
- du 8 mai au 8 août : « Simon Hantaï, Werke von 1960 bis 1995», Westfälisches Landesmuseum für Kunst und Kulturgeschichte, Münster
- « Simon Hantaï », galerie Katia-Granoff, Paris

2001
- du 17 janvier au 19 mars : « Simon Hantaï - Michel Parmentier », à partir des collections du Musée national d’art moderne, Centre Pompidou, Paris
- 11 mai – juin : « Quatre impression numérique sur toile de Simon Hantaï », galerie Jean Fournier, Paris

2004
- du 2 octobre au 6 novembre 2004 : « Signe-Geste-Ecriture, Degottex / Hantaï », galerie L’Or du temps, Paris

2005
- du 24 mars au 30 avril : « Simon Hantaï - Conversation - François Rouan », galerie Jean Fournier, Paris

2007
- du 5 au 30 juin : « Simon Hantaï – Judit Reigl », galerie Malingue, Paris

Posthumes
2008
- « Simon Hantaï », galerie Kalman Maklary Fine Arts, Budapest

2010
- « Simon Hantai: Not For Sale », Paul Rodgers/9W, New York
- du 19 mars au 24 avril : « Simon Hantaï », Paul Kasmin Gallery, New-York.
- du 8 avril au 22 mai : « Simon Hantaï », galerie Jean Fournier, Paris

2012
- du 11 octobre au 24 novembre : « Panses 1964-1965 Simon Hantaï », galerie Jean Fournier, Paris

2013
- « Go Figure/Ground », Paul Rodgers/9W, New York
- du 8 mai au 15 juin : « Simon Hantaï », Paul Kasmin Gallery, New-York.
- du 22 mai au 9 septembre : « Simon Hantaï », Musée national d’art moderne - Centre Pompidou, Paris : première rétrospective posthume de l'œuvre de Simon Hantaï, l'exposition comporte plus de 130 œuvres, avec notamment Écriture Rose et A Galla Placidia, réunies pour la première fois depuis leur création. Le commissariat de l'exposition est confié à Dominique Fourcade, Isabelle Monod-Fontaine et Alfred Pacquement.

2014
- du 12 février au 11 mai 2014 : « Simon Hantaï », Académie de France à Rome – Villa Médicis, Rome
- du 9 mai au 31 août 2014 : « Hantai », Ludwig Muzeum, Budapest

2015
- du 28 avril au 26 juin 2015 : « Simon Hantaï - Pliage: the first decade », Mnuchin Gallery, New York
- du 13 mai au 9 juillet 2015 : « Simon Hantaï - Meuns », Guttklein Fine Art, Paris
- du 15 octobre au 28 novembre 2015 : « Simon Hantaï - Regard sur quelques Tabulas », Galerie Jean Fournier, Paris
- du 22 octobre au 5 décembre 2015 : « Simon Hantaï - Blancs », Paul Kasmin Gallery, New York

2016
- du 22 janvier au 5 mars 2016 : « Simon Hantaï », Timothy Taylor Gallery, London

2017
- du 14 décembre au 20 janvier 2018 : « Simon Hantaï - Paris, 1948-1955 », Galerie Jean Fournier, Paris

2019
- du 13 octobre 2019 au 27 juin 2020 : « Simon Hantaï. Les noirs du blanc, les blancs du noir », Gagosian, Le Bourget

2020
- du 17 janvier 2020 au 27 avril 2020 : « Simon Hantaï : Par où on ne sait pas", Musée des Beaux-arts de Rouen, Rouen

2022
- du 18 mai au 29 août 2022 : « Simon Hantaï. L'exposition du centenaire », Fondation Louis Vuitton, Paris

2024
- du 24 mai au 29 juin « Simon Hantai : peintures de 1950 à 1981 », Alexis Lartigue Fine Art

## Écrits et correspondances
Le symbole  indique que l'ouvrage a été utilisé comme source pour la rédaction de cet article.

### Textes, essais, manifestes
par ordre chronologique
- Simon Hantaï et Jean Schuster, « Une démolition au platane », Medium communication surréaliste, no 4,‎ janvier 1955, p. 58-62
- Simon Hantaï, Carton d'invitation à l'exposition Sexe-Prime. Hommage à Jean-Pierre Brisset et autres peintures de Simon Hantaï, Paris, Galerie Kleber, 1956
- Simon Hantaï, Notes confusionnelles accélérantes et autres textes pour une avant-garde « réactionnaire » non réductible, carton d'invitation de l'exposition Peintures récentes. Souvenir de l'Avenir, Paris, Galerie Kleber, 1958 repris dans « Ouvrir le support », La Part de l’œil : Revue de pensée des arts plastiques, no 20,‎ 2004-2005, p. 27-53
- Simon Hantaï, « Entretiens et témoignages sur l’œuvre peint d'Henri Michaux », dans Henri Michaux, Les Cahiers de l'Herne, n°8, Paris, 1966
- Simon Hantaï, « Don de Tableaux - Notes de Simon Hantaï », dans Catalogue de la Donation de Simon Hantaï au Musée d'Art moderne de la ville de Paris en novembre 1997, Paris, 1998, p. 23-44
- Simon Hantaï, « Biographie », dans Catalogue de la Donation de Simon Hantaï au Musée d'Art moderne de la ville de Paris en novembre 1997, Paris, 1998, p. 46. On la retrouve – mais complétée notamment en ce qui concerne les années ultérieures jusqu’à sa mort, - aussi bien sur le site de la Galerie Jean Fournier, qu'en annexe du Catalogue de l'exposition Panses 1964-1965 (2012).
- Simon Hantaï, « Pour Debord », dans Surréaliste et situationnistes : vies parallèles, Paris, Dilecta, 2006, p. 146

### Correspondances
par ordre chronologique de publication
- Jacques Derrida, Simon Hantaï et Jean-Luc Nancy, La connaissance des textes : lecture d'un manuscrit illisible (Correspondance), Paris, Galiléé, 2001
- Simon Hantaï et Hélène Cixous, « H.C. S.H. Lettres », dans Hélène Cixous, Le tablier de Simon Hantaï, Anagrammes, Paris, Galiléé, 2004[24] (contient en annexe 10 lettres de Hantaï à l'auteure).
- Simon Hantaï et Jean-Luc Nancy, Jamais le mot « créateur »… (Correspondance 2000-2008), Paris, Galiléé, 2013

### Monographies
par ordre chronologique
- Geneviève Bonnefoi, Hantaï, Beaulieu-en-Rouergue, Éditions de l'association culturelle de l'abbaye de Beaulieu-en-Rouergue, 1973
- Anne Baldassari, Simon Hantaï, Paris, Éditions du Centre Pompidou, 1992 (ISBN 978-2-85850-661-3)
- Georges Didi-Huberman, L'étoilement. Conversation avec Hantaï, Paris, Éditions de Minuit, 1998, 123 p. (ISBN 978-2-7073-1630-1)
- Dominique Fourcade, Sans lasso et sans flash, Paris, POL, 2005
- Ágnes Berecz, Continuité et rupture. L’œuvre de Simon Hantaï dans le contexte de l'art après la seconde guerre mondiale, thèse sous la direction de Marina Vanci-Perahim,Université de Paris I-Panthéon Sorbonne, 2006
- (en) Molly Warnock, Thought by Painting: The Early Work of Simon Hantaï, thèse sous la direction de Michael Fried, Johns Hopkins University, 2008
- Dominique Fourcade, Pour Simon Hantaï, 2008 repris dans Dominique Fourcade, Manque, Paris, POL, 2012
- Alain Fleischer, Simon Hantaï. Vers l'empreinte immaculée, Ennetières-en-Weppes, éditions Invenit, 2011 (ISBN 978-2-918698-24-1)
- Molly Warnock (trad. de l'anglais), Penser la peinture : Simon Hantaï, Paris, Gallimard, 2012, 282 p. (ISBN 978-2-07-013208-9)
- (en + hu + fr) Ágnes Berecz, « Émergence et repli: Simon Hantaï, 1949-1959 », dans Simon Hantaï, volume 1, 1949-1959, Budapest, Éditions Kálmán Mákláry Fine Arts, 2012
- (en + hu + fr) Ágnes Berecz, « Nœuds et plis: Simon Hantaï, 1960-2001 », dans Simon Hantaï, volume 2, 1960-2001, Budapest, Éditions Kálmán Mákláry Fine Arts, 2013
- (en) Molly Warnock, Simon Hantaï and the Reserves of Painting, Pennsylvania State University Press, 2020, 280 p. (ISBN 978-0271085029)

### Catalogues d'exposition
par ordre chronologique
- Catalogue de l'exposition à Saint-Etienne (1973) : Daniel Abadie et Alfred Pacquement, Hantaï, Saint-Etienne, Musée d’Art et d’Industrie
- Catalogue de l'exposition du MNAM (1976) : Pontus Hultén (introduction), François Mathey (avant-propos), Dominique Fourcade et Marcelin Pleynet, Rétrospective Simon Hantaï, Paris
- Catalogue de l'exposition du CAPC (1981) : Jean-Louis Froment, Marcelin Pleynet et Jean-Marc Poinsot, Simon Hantaï, Bordeaux, Musée d'art contemporain de Bordeaux
- Catalogue de l'exposition de la Biennale de Venise (1982) : Dominique Bozo (introduction) et Yves Michaud, Simon Hantaï
- Catalogue de la Donation de Simon Hantaï au Musée d'Art moderne de la ville de Paris (1998) : Suzanne Pagé, Alain Cueff et Marcelin Pleynet, Donation Simon Hantaï, Paris, 1998 (ISBN 978-2-36511-031-0). Ce catalogue contient les notes de Simon Hantaï sur les 16 œuvres données, ainsi que sa biographie rédigée par lui-même.
- Catalogue de l'exposition à Renn Espace (1998) : Alfred Pacquement et Pierre Wat, Beaux Arts Magazine, Hors-Série Hantaï.
- Catalogue de l'exposition au Westfälisches Landesmuseum für Kunst und Kulturgeschichte de Münster (1999) : (de) Klaus Bussmann (avant-propos), Heinz Knobeloch, Erich Franz, Alfred Pacquement et Simon Hantaï, Simon Hantaï : Werke von 1960 bis 1995, Münster, Westfälisches Landesmuseum für Kunst und Kulturgeschichte, 1999 (ISBN 3-88789-131-7)
- Catalogue de l'exposition Simon Hantaï - Conversation - François Rouan (2005) : Hubert Damisch, Simon Hantaï et François Rouan, Simon Hantaï - Conversation : François Rouan, Paris, Lienart, 2005
- Catalogue des expositions de la Paul Kasmin Gallery et de la Galerie Jean Fournier (2010) : Molly Warnock, Simon Hantaï, Paris, 2010.
- Catalogue de l'exposition Panses 1964-1965  à la Galerie Jean Fournier (2012) : Molly Warnock et Karim Ghaddab (trad. de l'anglais), Panses 1964-1965, Paris, Galerie Jean Fournier / Lienart, 2012, 63 p. (ISBN 978-2-35906-088-1)
- Catalogue de l'exposition au Centre Pompidou (2013) : Dominique Fourcade (dir.), Isabelle Monod-Fontaine (dir. et Chronologie), Alfred Pacquement (dir.), Georges Didi-Huberman, Marcelin Pleynet, Ágnes Berecz, Eric de Chassey, Daniel Buren (témoignage), Jean-Michel Meurice (témoignage), Pierre Buraglio (témoignage), François Rouan (témoignage) et Bénédicte Ajac (chronologie), Simon Hantaï, Paris, Centre Pompidou, 2013 (ISBN 978-2-84426-597-5 et 2-84426-597-9)
- Catalogue de l'exposition à la Villa Médicis (2014) : (it + fr) Eric de Chassey, Simon Hantaï, Drago, 2014, 64 p. (ISBN 978-88-98565-02-3)
- Catalogue de l'exposition au Ludwig Muzeum (2014) : (hu + en) Archives Simon Hantai (préf. Julia Fabényi), Hantai, Budapest, Ludwig Muzeum, 2014, 211 p. (ISBN 978-963-9537-44-6)
- Catalogue de l'exposition Simon Hantaï - Pliage: the first decade (2015) : (en) Alfred Pacquement et Robert Storr (préf. Daniel Hantaï), Simon Hantaï : Pliage : the first decade, New York, Mnuchin Gallery, 2015, 84 p. (ISBN 978-0-9892909-5-1)
- Catalogue de l'exposition Simon Hantaï - Meuns 1967-1968 (2015) : Rémi Labrusse, Rose / lilas, et les Meuns, Paris, Guttklein Fine Art, 2015, 52 p., p. 7-21
- Catalogue de l'exposition Simon Hantaï - Blancs (2015) : (en) Marcelin Pleynet, Molly Warnock et Alex Bacon, Simon Hantaï : Blancs, New York, Paul Kasmin Gallery, 2015, 82 p. (ISBN 978-0-9886613-8-7)
- Catalogue de l'exposition Simon Hantaï - Paris, 1948-1955 (2017) : Marc Donnadieu, Simon Hantaï : Paris, 1948-1955, Paris, Galerie Jean Fournier, 2017, 44 p. (ISBN 978-2-9562280-0-4)
- Catalogue de l'exposition Simon Hantaï - L'exposition du centenaire à la Fondation Louis Vuitton (2022) :  Anne Baldassari (dir.), Simon Hantaï : L'exposition du centenaire, Paris, Fondation Louis Vuitton - Gallimard, 2022, 268 p. (ISBN 978-2-07-297988-0)

### Autres ouvrages, articles
par ordre alphabétique d'auteur
- La Part de L'Œil, Revue annuelle de pensée des arts plastiques no 20, Bruxelles, 2004-2005

ABADIE, Daniel
- « Les réserves de la peinture », dans Hantaï, catalogue exposition Saint-Étienne, Musée d'art et d'industrie (1973)

BONNEFOI, Geneviève
- « Une œuvre hors du commun de Simon Hantaï », Les Lettres Nouvelles, no 6,‎ 8 avril 1959, p. 31-34

BERECZ, Ágnes
- « Le temps de nouer », dans Simon Hantaï, catalogue de l'exposition au Centre Pompidou (2013), p. 235-243

CHASSEY, Éric de
- « Appauvrir la peinture. Les sérigraphies de Simon Hantaï », dans Simon Hantaï, catalogue de l'exposition au Centre Pompidou (2013), p. 245-253
- L'abstraction avec ou sans raisons, Paris, Gallimard, coll. « Art et artistes », 2017, 267 p. (ISBN 978-2-07-269334-2), p. 70-73, 143, 179, 215
- Après la fin : suspensions et reprises de la peinture dans les années 1960 et 1970, Paris, Klincksieck, 2017, 265 p. (ISBN 978-2-252-04099-7), p. 157-158

CLEBERT, Jean-Paul
- Dictionnaire du surréalisme, Paris, Éditions du Seuil, 1996

CUEFF, Alain
- « Simon Hantaï - le dépli de l'Horizon du pli », dans Catalogue de la Donation de Simon Hantaï au Musée d'Art moderne de la ville de Paris en novembre 1997, p. 6-12

DAMISCH, Hubert
- « Rencontre en champ/contrechamp. La peinture en mal d'explic[it]ation », dans Catalogue de l'exposition Simon Hantaï - Conversation - François Rouan (2005)

DELEUZE, Gilles
- Le Pli : Leibniz et le baroque, Paris, Les Éditions de Minuit, 1988

DIDI-HUBERMAN, Georges
- « Enfouies, nées, soulevées », dans Catalogue de l'exposition : Simon Hantaï. L'exposition du centenaire (2022), p. 46-51

ESTIENNE, Charles
- « La peinture et le surréalisme sont d'aujourd'hui comme d'hier », Combat, no 15,‎ 7 mars 1955

FOURCADE, Dominique
- « Un coup de pinceau c'est la pensée », dans Catalogue de l'exposition au MNAM (1976)
- « De la respiration en peinture selon Hantaï », Critique XXXVI, no 408,‎ mai 1981
- « Hantaï, une exposition », dans Simon Hantaï, catalogue de l'exposition au Centre Pompidou (2013), p. 19-200

FOURCADE, Dominique -  MICHAUD, Yves
- « Les tabulas lilas de Simon Hantaï », Critique, no 425,‎ octobre 1982, p. 886-889

GHADDAB, Karim
- « Les Panses de Simon Hantaï ou la peinture en outre », dans Catalogue de l'exposition Panses 1964-1965 (2012), p. 33-47; « disponible sur le site de la Galerie Jean Fournier » (consulté le 10 août 2013)

LERNER, Ben
- (en) « Letter from New-York » (consulté le 13 août 2013) (28 juin 2010)

MILLET, Catherine
- « Hantaï, tableaux récents », Artpress Hors-Série, no 16,‎ 1995, p. 154-156

NANCY, Jean-Luc
- « On ne peint que pour », dans Catalogue de l'exposition : Simon Hantaï. L'exposition du centenaire (2022), p. 42-45

PAGE, Suzanne
- « Don de tableaux », dans Catalogue de la Donation de Simon Hantaï au Musée d'Art moderne de la ville de Paris en novembre 1997, p. 3-5

PACQUEMENT, Alfred
- « Le Pliage comme méthode », dans Hantaï, catalogue exposition Saint-Étienne, Musée d'art et d'industrie (1973)
- « Une fin de silence », dans Catalogue de l'exposition à Renn Espace (1998), p. 3-4
- « 1982 : Simon Hantaï se retire », dans Simon Hantaï, catalogue de l'exposition au Centre Pompidou (2013), p. 201-209

PLEYNET, Marcelin
- « La levée et l’interprétation des signes ou Les manteaux de la Vierge », dans Catalogue de l'exposition au MNAM (1976)
- « Perspectives du temps dans l’œuvre de Simon Hantaï », dans Catalogue de la Donation de Simon Hantaï au Musée d'Art moderne de la ville de Paris en novembre 1997, p. 14-21
- « Simon Hantaï : la peinture écrite et l'écriture peinte », dans Simon Hantaï, catalogue de l'exposition au Centre Pompidou (2013), p. 227-233

RATCLIFF Carter
- (en) « Hantaï in America » (consulté le 12 août 2013) (6 décembre 2008)

RODGERS Paul 
- (en) « An Introduction to Simon Hantaï' Folding Method » (consulté le 12 août 2013) (25 mars 2009)
- (en) « Simon Hantaï & Andy Warhol - The Fate of Modern Art in the Post-Second World War Era » (consulté le 13 août 2013) (20 juillet 2010)

ROUAN, François
- « Retour sur image (Hantaï: Laissées et autres peintures) », dans Notes de regard, Paris, Galilée, coll. « Écritures/Figures », 2011 (ISBN 978-2-7186-0847-1), p. 160-163
- « Questions à Simon Hantaï », dans Notes de regard, Paris, Galilée, coll. « Écritures/Figures », 2011 (ISBN 978-2-7186-0847-1), p. 173-177

WARNOCK, Molly
- « Notes sur le modernisme de Simon Hantaï », dans Simon Hantaï, catalogue des expositions de la Paul Kasmin Gallery et de la galerie Jean Fournier (2010). Ce texte est repris, développé dans le dernier chapitre « Coda : du pliage comme méthode », dans Molly Warnock, Penser la peinture : Simon Hantaï, p. 211-235
- (en) « Engendering pliage: Simon Hantaï's Meuns », nonsite.org issue #6 (consulté le 29 mai 2013) (1er juillet 2012)
- « Dix-sept cellules pour Simon Hantaï », dans Catalogue de l'exposition Panses 1964-1965 (2012), p. 13-28 ; « disponible sur le site de la galerie Jean Fournier » (consulté le 11 août 2013)
- Manifold Address: Simon Hantaï's Étude, Artforum, octobre 2012
- Simon Hantaï at the Centre Pompidou, Artforum, septembre 2013

WAT, Pierre 
- « Rencontre avec Hantaï », dans Catalogue de l'exposition à Renn Espace (1998), p. 7-13

## Filmographie, vidéos
- Jean-Michel Meurice, avec la collaboration d'Alfred Pacquement, Des Formes et des couleurs, 1974, 19 min
- Jean-Michel Meurice, Simon Hantaï ou les silences rétiniens, 1977, film tourné à Meun, été 1976, dans l'atelier de l'artiste, 58 min
- Pierre Desfons, Béatrice Caufman, avec la collaboration de Dominique Fourcade, Simon Hantaï, artiste peintre, collection « Expression », 1981, 14 min, disponible sur le site de l'« INA » (consulté le 17 mai 2013)
- Didier Semin (conception), J.-P. Gras (réalisation), « Simon Hantaï, 1984 » (consulté le 29 mai 2013), 1984, tourné à l'occasion de l'exposition « Hantaï », Flaine, Centre d'art, 8 min
- (hu) « Hommage à Hantai », 2008, 26 min
- Présentation de l'exposition Simon Hantaï et Judit Reigl par Agnès Berecz (2012) : (hu) « première partie », 61 min; « deuxième parte », 49 min
- Vidéos en hongrois autour de l'exposition Simon Hantaï, Judit Reigl et François Fiedler (2012) : (hu) « première partie », 3 min, « deuxième partie », 4 min
- (hu) « Première hongroise de la parution de la monographie d'Agnès Berecz », 2012, 3 min
- (hu) « Entretien avec Zsuzsa Hantaï à l'occasion de l'exposition au Centre Pompidou », 2013, 26 min